# Al-Adilijja
Al-Adilijja (arab. العادلية) – miejscowość w Syrii, w muhafazie Damaszek. W 2004 roku liczyła 4438 mieszkańców.